# Liste der höchsten Hochhäuser der Welt
Dies ist eine Liste der höchsten Hochhäuser der Welt (Stand: Oktober 2024) sowie der im Bau befindlichen höchsten Gebäude.

Burj Khalifa, Dubai, höchstes Gebäude der Welt
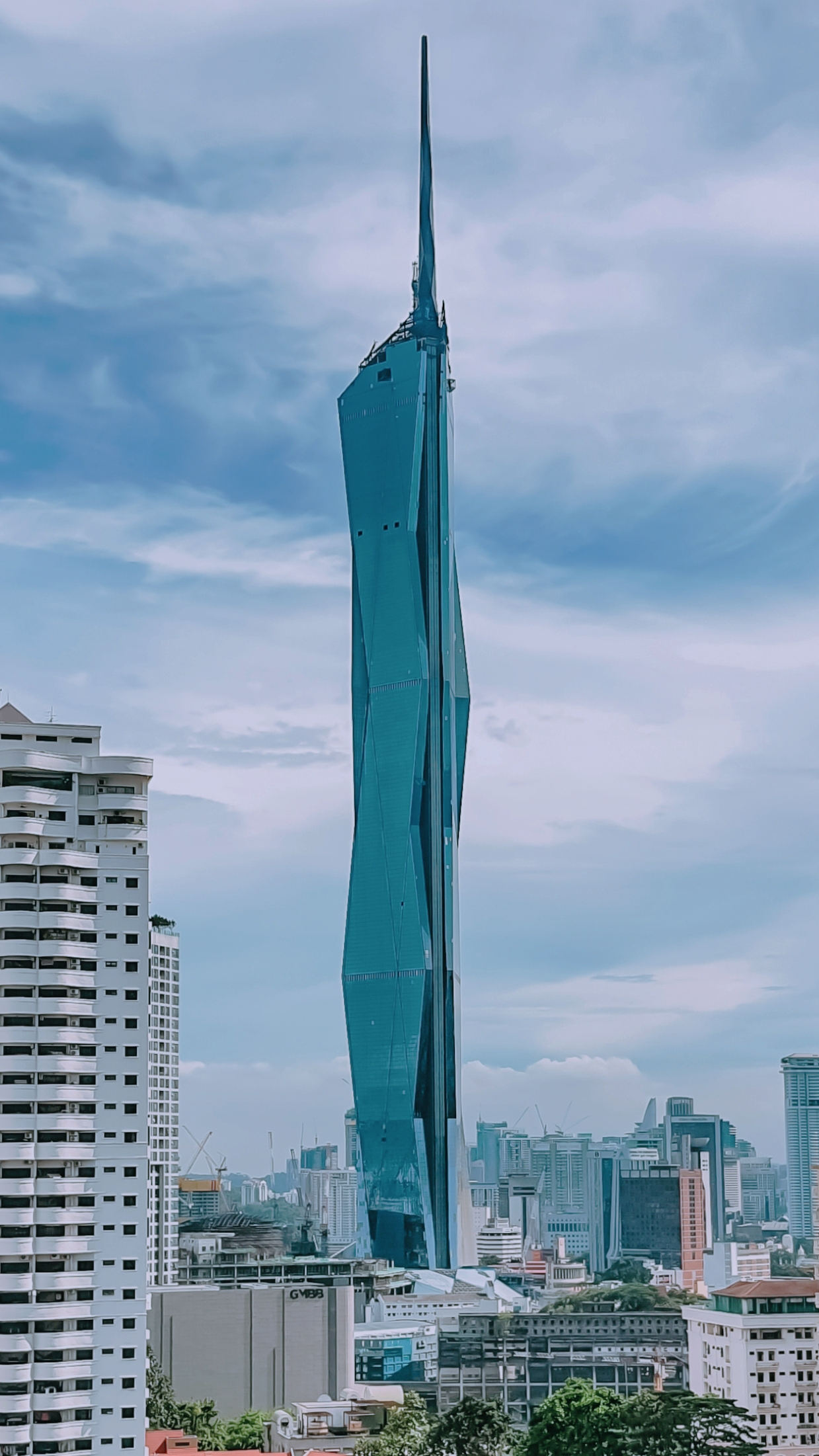
Merdeka 118, Kuala Lumpur zweithöchstes Gebäude der Welt
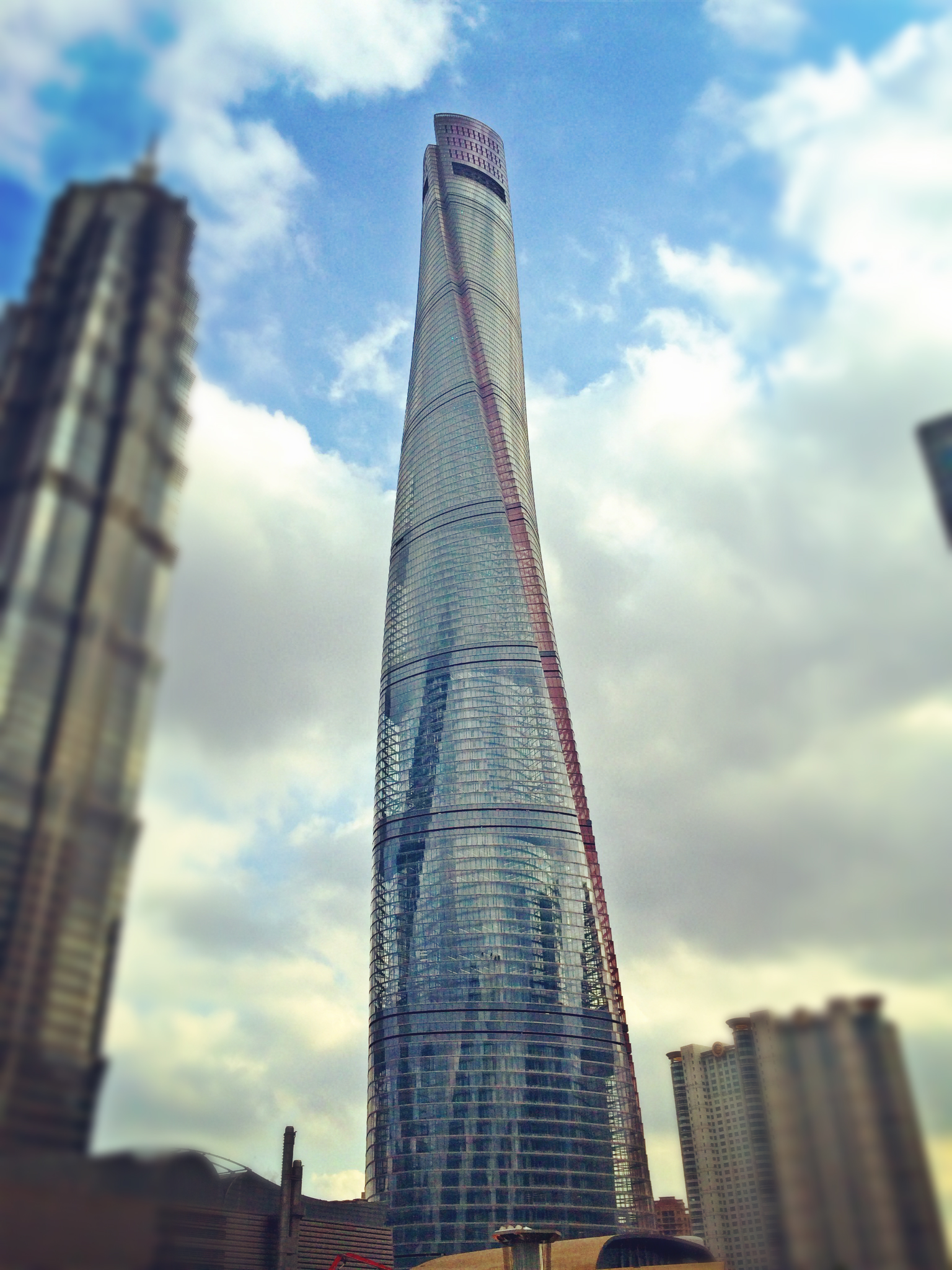
Shanghai Tower, Shanghai, dritthöchstes Gebäude der Welt
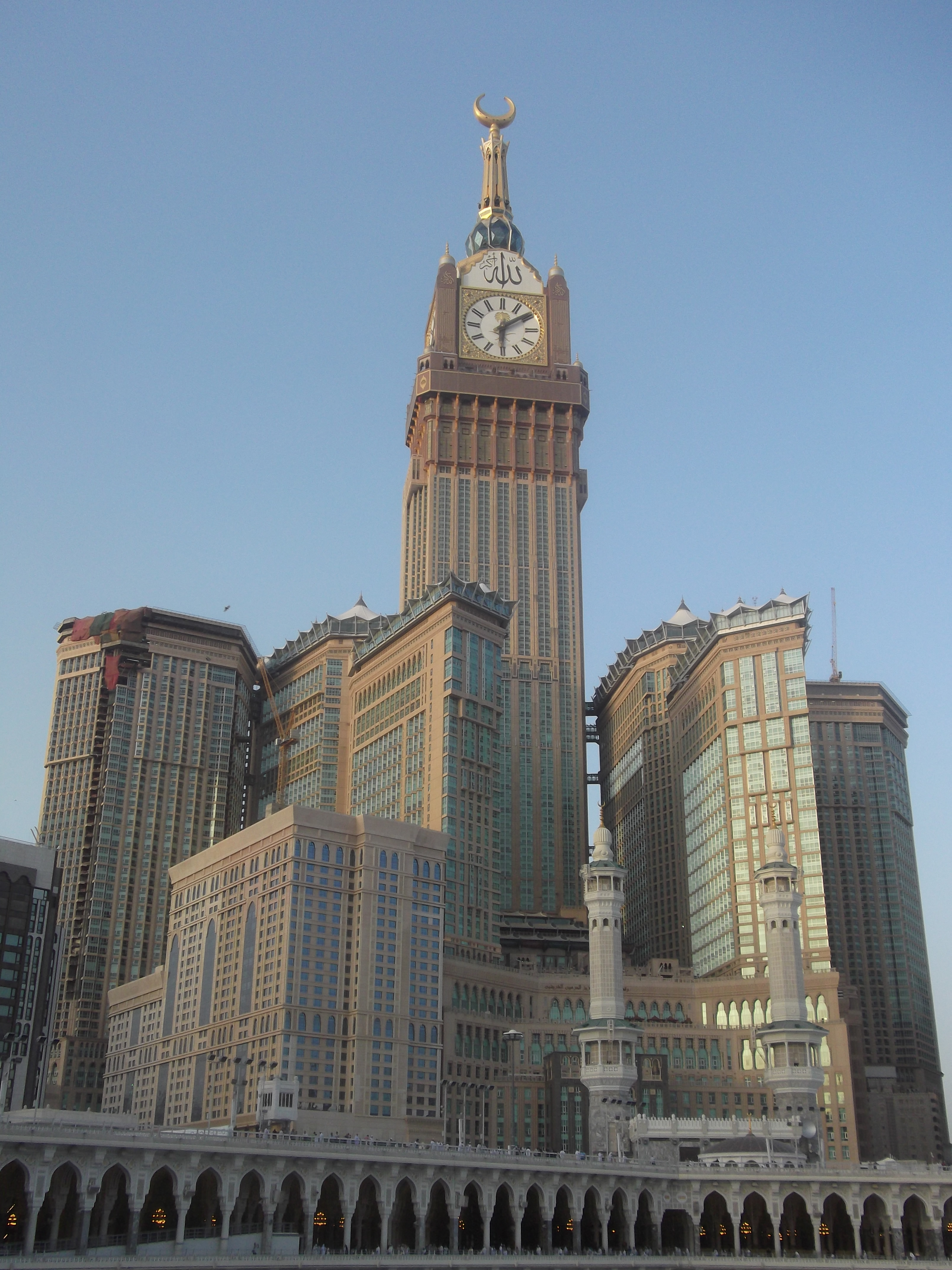
Makkah Royal Clock Tower, Mekka, vierthöchstes Gebäude der Welt
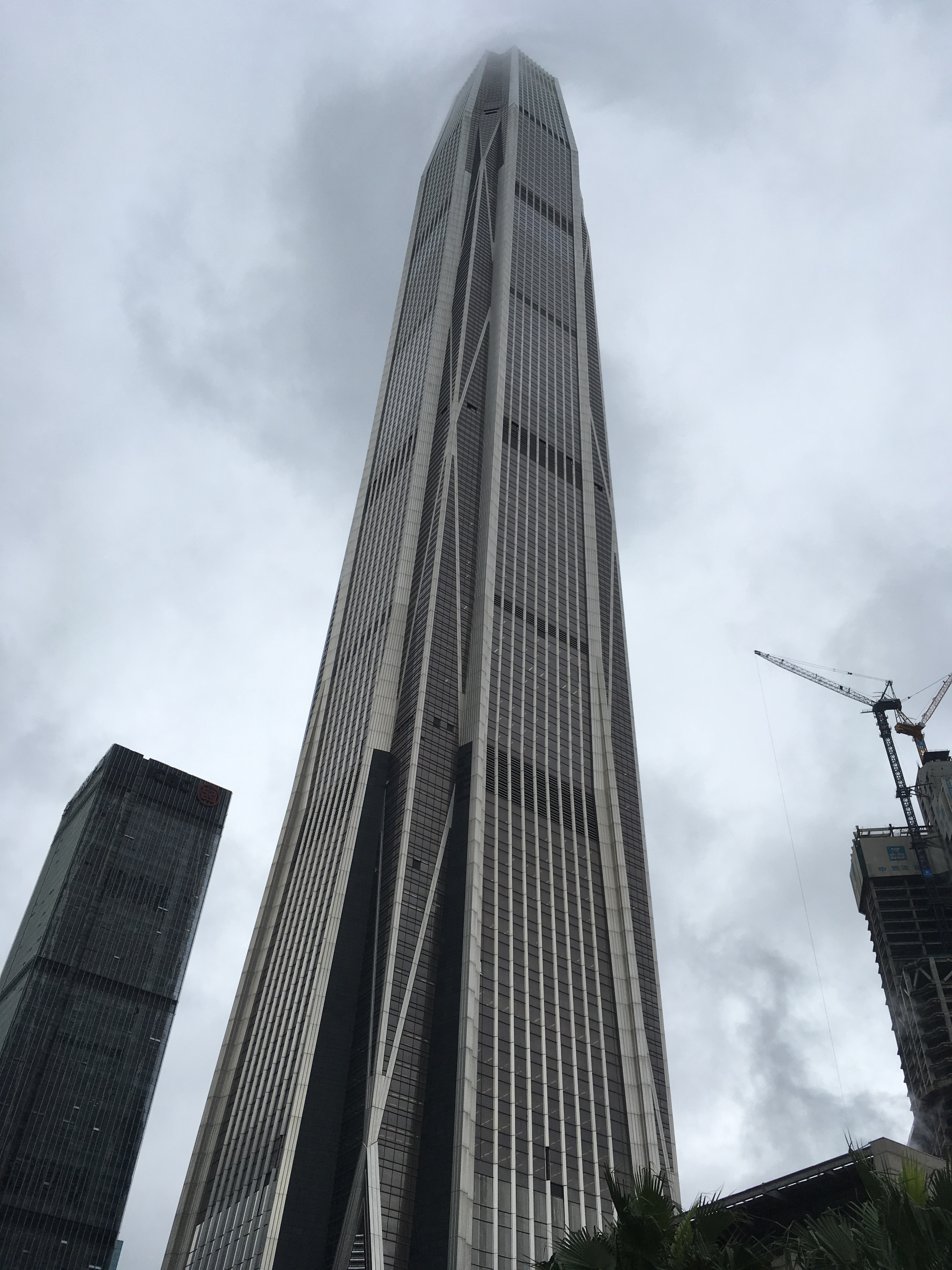
Ping An International Finance Center, Shenzhen, fünfthöchstes Gebäude der Welt
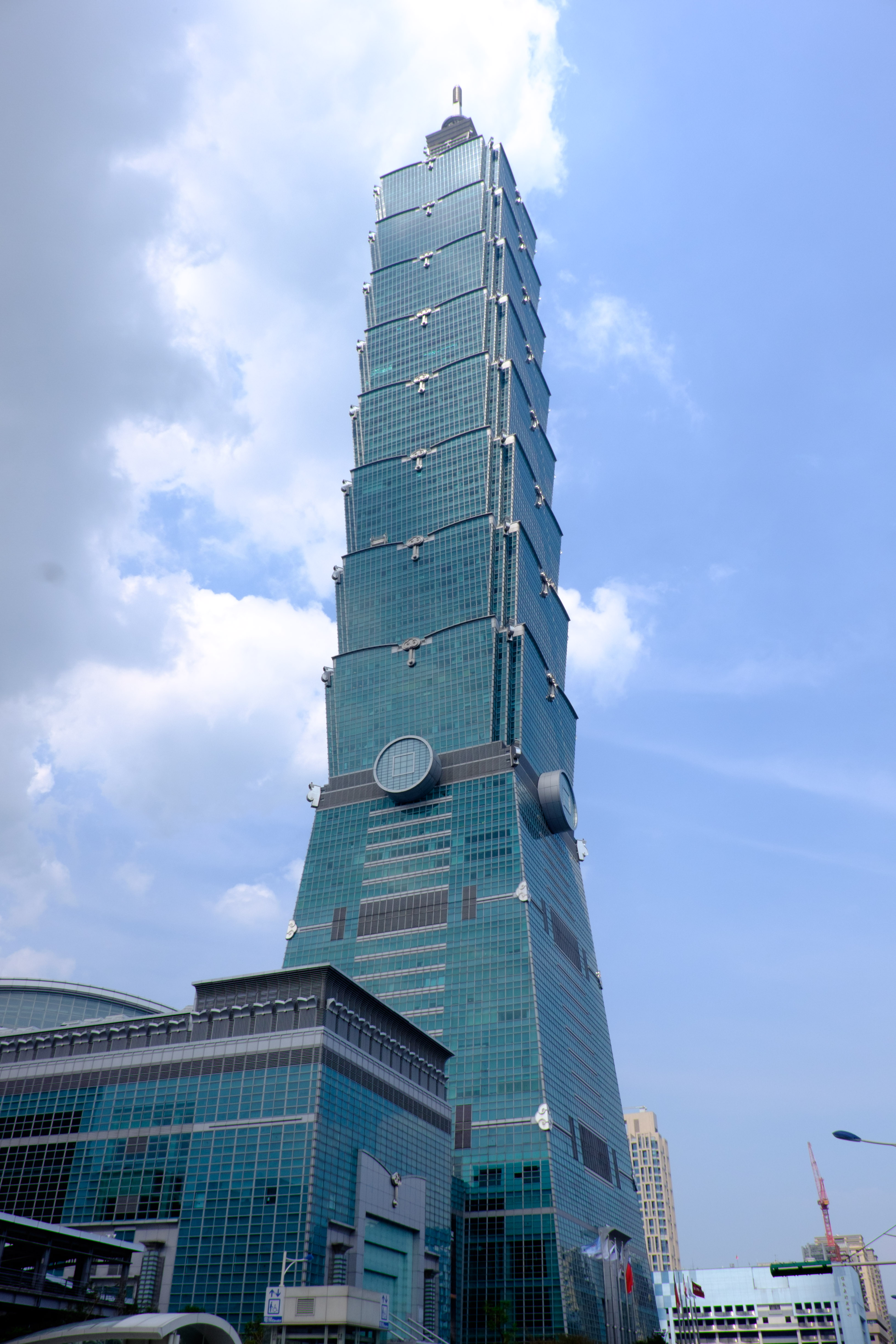
Taipei 101, Taipeh, von 2004 bis 2007 höchstes Gebäude der Welt
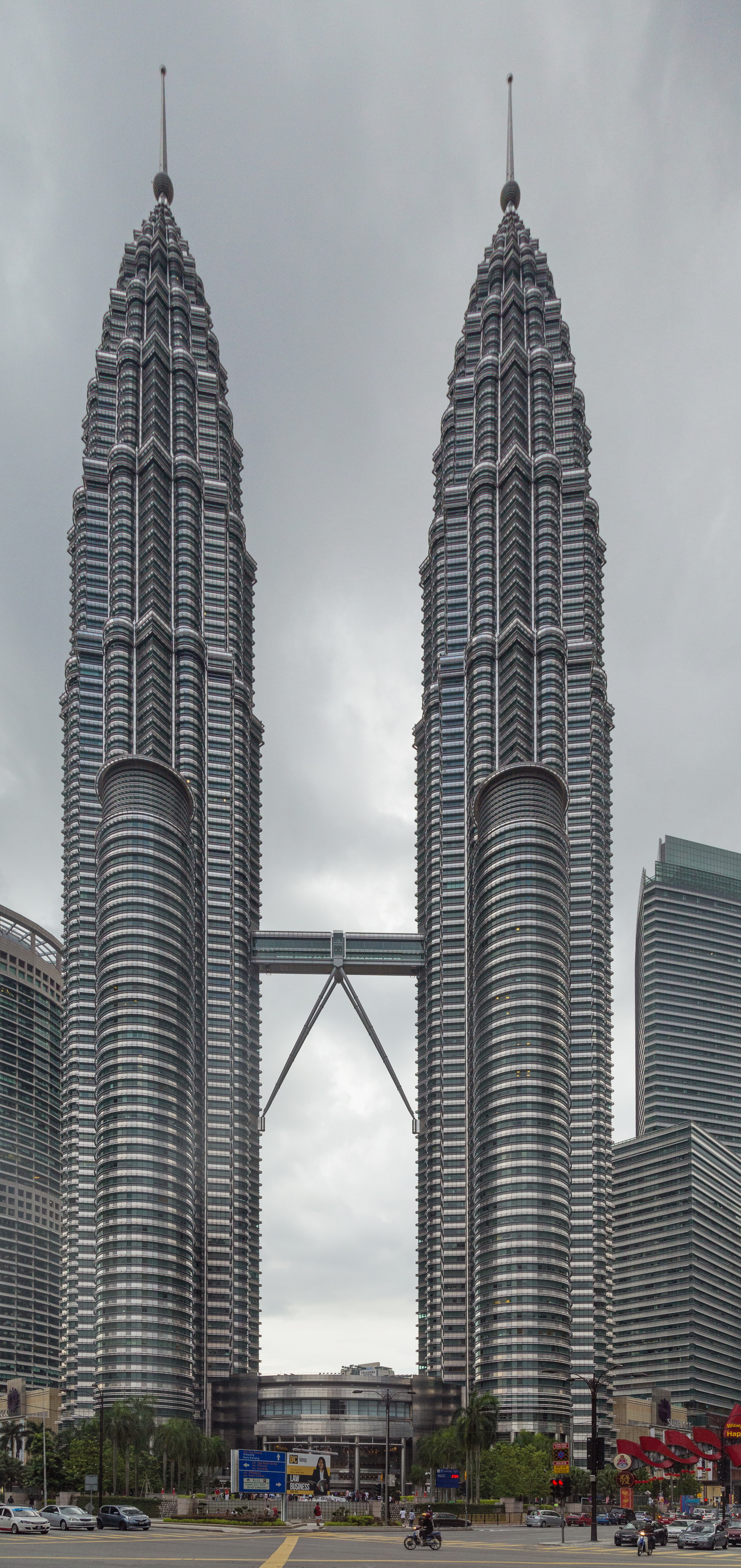
Petronas Towers, Kuala Lumpur, von 1998 bis 2004 die höchsten Gebäude der Welt
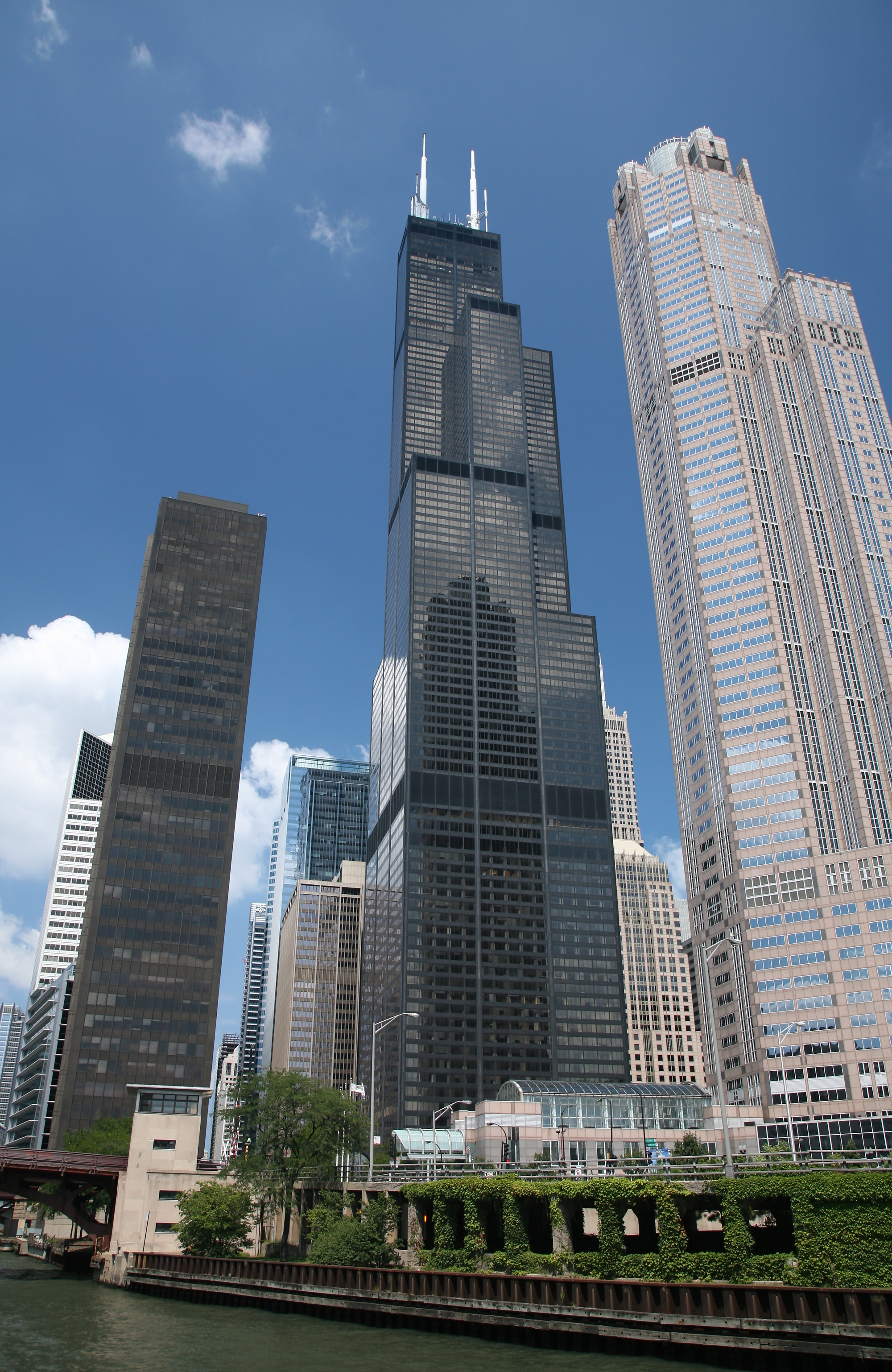
Willis Tower, Chicago, von 1974 bis 1998 höchstes Gebäude der Welt
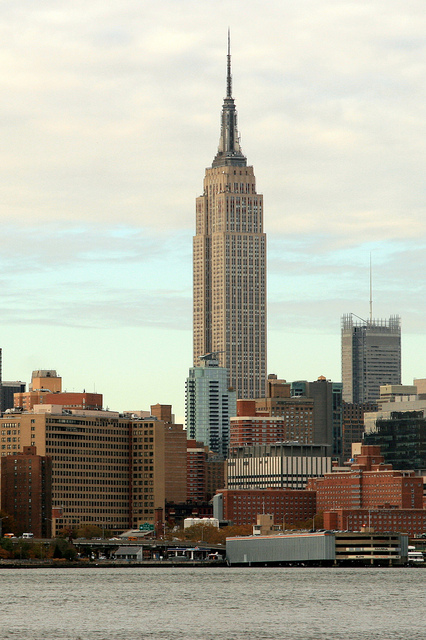
Empire State Building, New York City, von 1931 bis zur Fertigstellung des Nordturms des World Trade Centers 1972 höchstes Gebäude der Welt

## Liste der höchsten Wolkenkratzer der Welt (ab 350 m Gebäudehöhe)
Die Liste enthält alle Gebäude, die eine Höhe von mindestens 350 Metern erreichen. Aufgenommen sind nur Gebäude, die von der CTBUH den Status „Completed“ (vollendet) oder „Architecturally Topped Out“ (im Rohbau fertiggestellt) haben. Alle Gebäude werden nach der offiziellen Höhe geordnet. Diese beinhaltet auch die Turmspitzen, da diese Teil der Gebäudearchitektur sind, jedoch keine Funkantennen. Die Anzahl der Etagen gibt die Zahl der nutzbaren Stockwerke an. Alternativ hierzu kann die Liste der höchsten Bauwerke der Welt besucht werden, die auch Türme enthält, die nicht als Gebäude zählen.
| Rang | Gebäude                                      | Stadt             | Staat                        | Höhe, strukturell | nutzbare Etagen | Bau- jahr |
| ---- | -------------------------------------------- | ----------------- | ---------------------------- | ----------------- | --------------- | --------- |
| 0001 | Burj Khalifa                                 | Dubai             | Vereinigte Arabische Emirate | 828 m             | 163             | 2010      |
| 0002 | Merdeka 118                                  | Kuala Lumpur      | Malaysia                     | 679 m             | 118             | 2023      |
| 0003 | Shanghai Tower                               | Shanghai          | Volksrepublik China          | 632 m             | 128             | 2015      |
| 0004 | Makkah Royal Clock Tower                     | Mekka             | Saudi-Arabien                | 601 m             | 120             | 2012      |
| 0005 | Ping An Finance Center                       | Shenzhen          | Volksrepublik China          | 599 m             | 115             | 2017      |
| 0006 | Lotte World Tower                            | Seoul             | Südkorea                     | 555 m             | 123             | 2017      |
| 0007 | One World Trade Center                       | New York City     | Vereinigte Staaten           | 541 m             | 094             | 2014      |
| 0008 | Guangzhou CTF Finance Center                 | Guangzhou         | Volksrepublik China          | 530 m             | 111             | 2016      |
| 0008 | Tianjin CTF Finance Center                   | Tianjin           | Volksrepublik China          | 530 m             | 097             | 2019      |
| 0010 | China Zun Tower                              | Peking            | Volksrepublik China          | 528 m             | 109             | 2018      |
| 0011 | Taipei 101                                   | Taipei            | Taiwan                       | 508 m             | 101             | 2004      |
| 0012 | Shanghai World Financial Center              | Shanghai          | Volksrepublik China          | 492 m             | 101             | 2008      |
| 0013 | International Commerce Centre                | Hongkong          | Volksrepublik China          | 484 m             | 108             | 2010      |
| 0014 | Wuhan Greenland Center                       | Wuhan             | Volksrepublik China          | 476 m             | 097             | 2023      |
| 0015 | Central Park Tower                           | New York City     | Vereinigte Staaten           | 472 m             | 098             | 2020      |
| 0016 | Vincom Landmark 81                           | Ho-Chi-Minh-Stadt | Vietnam                      | 469,5 m           | 081             | 2018      |
| 0017 | Lachta-Zentrum                               | Sankt Petersburg  | Russland                     | 462 m             | 087             | 2019      |
| 0018 | The Exchange 106                             | Kuala Lumpur      | Malaysia                     | 454 m             | 095             | 2019      |
| 0019 | Changsha IFS Tower T1                        | Changsha          | Volksrepublik China          | 452 m             | 094             | 2018      |
| 0019 | Petronas Towers                              | Kuala Lumpur      | Malaysia                     | 452 m             | 088             | 1998      |
| 0019 | Petronas Towers                              | Kuala Lumpur      | Malaysia                     | 452 m             | 088             | 1998      |
| 0022 | Suzhou IFS                                   | Suzhou            | Volksrepublik China          | 450 m             | 095             | 2019      |
| 0022 | Zifeng Tower                                 | Nanjing           | Volksrepublik China          | 450 m             | 066             | 2010      |
| 0024 | Wuhan Center Tower                           | Wuhan             | Volksrepublik China          | 443 m             | 088             | 2019      |
| 0025 | Willis Tower (ehem. Sears Tower)             | Chicago           | Vereinigte Staaten           | 442 m             | 108             | 1974      |
| 0025 | KK100                                        | Shenzhen          | Volksrepublik China          | 442 m             | 100             | 2011      |
| 0027 | Guangzhou International Finance Center       | Guangzhou         | Volksrepublik China          | 439 m             | 103             | 2010      |
| 0028 | 111 West 57th Street                         | New York City     | Vereinigte Staaten           | 435 m             | 084             | 2021      |
| 0029 | One Vanderbilt                               | New York City     | Vereinigte Staaten           | 427 m             | 059             | 2020      |
| 0030 | 432 Park Avenue                              | New York City     | Vereinigte Staaten           | 426 m             | 085             | 2015      |
| 0031 | Marina 101                                   | Dubai             | Vereinigte Arabische Emirate | 425 m             | 101             | 2017      |
| 0032 | Trump International Hotel & Tower            | Chicago           | Vereinigte Staaten           | 423 m             | 098             | 2009      |
| 0032 | Dongguan International Trade Center 1        | Dongguan          | Volksrepublik China          | 423 m             | 085             | 2021      |
| 0034 | Jin Mao Tower                                | Shanghai          | Volksrepublik China          | 421 m             | 088             | 1999      |
| 0035 | Princess Tower                               | Dubai             | Vereinigte Arabische Emirate | 413 m             | 101             | 2012      |
| 0035 | Al Hamra Tower                               | Kuwait            | Kuwait                       | 413 m             | 080             | 2011      |
| 0037 | Two International Finance Centre             | Hongkong          | Volksrepublik China          | 412 m             | 088             | 2003      |
| 0037 | LCT Landmark Tower                           | Busan             | Südkorea                     | 412 m             | 101             | 2019      |
| 0039 | Ningbo Center                                | Ningbo            | Volksrepublik China          | 409 m             | 080             | 2025      |
| 0040 | Nanning China Resources Tower                | Nanning           | Volksrepublik China          | 403 m             | 085             | 2020      |
| 0041 | Guiyang International Financial Center T1    | Guiyang           | Volksrepublik China          | 401 m             | 079             | 2020      |
| 0042 | 30 Hudson Yards                              | New York City     | Vereinigte Staaten           | 395 m             | 0103            | 2019      |
| 0043 | Iconic Tower                                 | Neue Hauptstadt   | Ägypten                      | 394 m             | 077             | 2024      |
| 0044 | China Resources Headquarters                 | Shenzhen          | Volksrepublik China          | 393 m             | 068             | 2018      |
| 0045 | 23 Marina                                    | Dubai             | Vereinigte Arabische Emirate | 392 m             | 088             | 2012      |
| 0046 | CITIC Plaza                                  | Guangzhou         | Volksrepublik China          | 390 m             | 080             | 1996      |
| 0047 | Shum Yip Upperhills Tower 1                  | Shenzhen          | Volksrepublik China          | 388 m             | 080             | 2020      |
| 0047 | Citymark Centre                              | Shenzhen          | Volksrepublik China          | 388 m             | 070             | 2022      |
| 0049 | Public Investment Fund Tower                 | Riad              | Saudi-Arabien                | 385 m             | 072             | 2021      |
| 0050 | Shun Hing Square                             | Shenzhen          | Volksrepublik China          | 384 m             | 069             | 1996      |
| 0051 | Eton Place Dalian Tower 1                    | Dalian            | Volksrepublik China          | 383 m             | 080             | 2016      |
| 0051 | Autograph Tower                              | Jakarta           | Indonesien                   | 383 m             | 075             | 2022      |
| 0053 | Nanning Logan Century 1                      | Nanning           | Volksrepublik China          | 381 m             | 082             | 2018      |
| 0053 | Empire State Building                        | New York City     | Vereinigte Staaten           | 381 m             | 102             | 1931      |
| 0053 | Burj Mohammed Bin Rashid                     | Abu Dhabi         | Vereinigte Arabische Emirate | 381 m             | 088             | 2014      |
| 0053 | Elite Residence                              | Dubai             | Vereinigte Arabische Emirate | 381 m             | 087             | 2012      |
| 0057 | Shenzhen Center                              | Shenzhen          | Volksrepublik China          | 376 m             | 070             | 2021      |
| 0057 | Riverview Plaza A1                           | Wuhan             | Volksrepublik China          | 376 m             | 073             | 2021      |
| 0059 | Central Plaza                                | Hongkong          | Volksrepublik China          | 374 m             | 078             | 1992      |
| 0059 | Federation Tower                             | Moskau            | Russland                     | 374 m             | 093             | 2016      |
| 0061 | Dalian International Trade Center            | Dalian            | Volksrepublik China          | 370 m             | 086             | 2019      |
| 0061 | The Address Boulevard                        | Dubai             | Vereinigte Arabische Emirate | 370 m             | 073             | 2017      |
| 0063 | Haitian Center Tower 2                       | Qingdao           | Volksrepublik China          | 369 m             | 072             | 2021      |
| 0064 | Golden Eagle Tiandi Tower A                  | Nanjing           | Volksrepublik China          | 368 m             | 076             | 2019      |
| 0065 | Bank of China Tower                          | Hongkong          | Volksrepublik China          | 367 m             | 072             | 1990      |
| 0066 | Bank of America Tower                        | New York City     | Vereinigte Staaten           | 366 m             | 055             | 2009      |
| 0067 | St. Regis Chicago                            | Chicago           | Vereinigte Staaten           | 363 m             | 101             | 2020      |
| 0068 | Almas Tower                                  | Dubai             | Vereinigte Arabische Emirate | 360 m             | 068             | 2008      |
| 0068 | Ping An Finance Center Tower 1               | Jinan             | Volksrepublik China          | 360 m             | 063             | 2023      |
| 0070 | Hanking Center Tower                         | Shenzhen          | Volksrepublik China          | 359 m             | 065             | 2018      |
| 0070 | Huiyun Center                                | Shenzhen          | Volksrepublik China          | 359 m             | 080             | 2023      |
| 0072 | Greenland Group Suzhou Center                | Suzhou            | Volksrepublik China          | 358 m             | 077             | 2023      |
| 0073 | Gevora Hotel                                 | Dubai             | Vereinigte Arabische Emirate | 356 m             | 075             | 2017      |
| 0073 | Il Primo Tower                               | Dubai             | Vereinigte Arabische Emirate | 356 m             | 079             | 2023      |
| 0073 | Galaxy World Tower 1                         | Shenzhen          | Volksrepublik China          | 356 m             | 071             | 2023      |
| 0073 | Galaxy World Tower 2                         | Shenzhen          | Volksrepublik China          | 356 m             | 071             | 2023      |
| 0077 | JW Marriott Marquis Hotel Dubai              | Dubai             | Vereinigte Arabische Emirate | 355 m             | 082             | 2012      |
| 0077 | JW Marriott Marquis Hotel Dubai              | Dubai             | Vereinigte Arabische Emirate | 355 m             | 082             | 2013      |
| 0077 | Emirates Tower One                           | Dubai             | Vereinigte Arabische Emirate | 355 m             | 054             | 2000      |
| 0077 | Raffles City Chongqing                       | Chongqing         | Volksrepublik China          | 355 m             | 079             | 2019      |
| 0077 | Raffles City Chongqing                       | Chongqing         | Volksrepublik China          | 355 m             | 079             | 2019      |
| 0082 | OKO – Residential Tower                      | Moskau            | Russland                     | 354 m             | 090             | 2015      |
| 0083 | The Torch                                    | Dubai             | Vereinigte Arabische Emirate | 352 m             | 086             | 2011      |
| 0083 | Central Bank of the Republic of Turkey Tower | Istanbul          | Türkei                       | 352 m             | 059             | 2024      |
| 0085 | Forum 66 Tower 1                             | Shenyang          | Volksrepublik China          | 351 m             | 068             | 2015      |
| 0086 | The Pinnacle                                 | Guangzhou         | Volksrepublik China          | 350 m             | 060             | 2012      |
| 0086 | Xi An Glory International Financial Center   | Xi’an             | Volksrepublik China          | 350 m             | 075             | 2022      |

Die 87 Gebäude mit einer Mindesthöhe von 350 Metern (Stand: April 2025) verteilen sich wie folgt:
| Staat                        | Hochhäuser |
| ---------------------------- | ---------- |
| Volksrepublik China          | 45         |
| Vereinigte Arabische Emirate | 14         |
| Vereinigte Staaten           | 11         |
| Malaysia                     | 4          |
| Russland                     | 3          |
| Saudi-Arabien                | 2          |
| Südkorea                     | 2          |
| Vietnam                      | 1          |
| Taiwan                       | 1          |
| Kuwait                       | 1          |
| Indonesien                   | 1          |
| Ägypten                      | 1          |
| Türkei                       | 1          |

## Alternative Messmethoden

### Liste der höchsten Wolkenkratzer der Welt bis zum höchsten Punkt (ab 400 m Höhe)
Bei der absoluten Höhe wird bis zum höchsten Punkt eines Gebäudes (inklusive Antennen) gemessen. In dieser Liste sind alle Gebäude aufgeführt, die so gemessen mindestens 400 Meter erreichen.
| Rang                                         | Gebäude                                               | Stadt             | Staat         | Höhe, absolut | nutzbare Etagen | Bau- jahr |
| +: absolute größer als architektonische Höhe | +: absolute größer als architektonische Höhe          | Stadt             | Staat         | Höhe, absolut | nutzbare Etagen | Bau- jahr |
| -------------------------------------------- | ----------------------------------------------------- | ----------------- | ------------- | ------------- | --------------- | --------- |
| 0001+                                        | Burj Khalifa                                          | Dubai             | VAE           | 0830 m        | 163             | 2010      |
| 0002+                                        | Merdeka 118                                           | Kuala Lumpur      | Malaysia      | 0680 m        | 118             | 2023      |
| 0003                                         | Shanghai Tower                                        | Shanghai          | VR China      | 0632 m        | 128             | 2015      |
| 0004                                         | Makkah Royal Clock Tower                              | Mekka             | Saudi-Arabien | 0601 m        | 120             | 2012      |
| 0005                                         | Ping An Finance Center                                | Shenzhen          | VR China      | 0599 m        | 115             | 2016      |
| 0006+                                        | Lotte World Tower                                     | Seoul             | Südkorea      | 0556 m        | 123             | 2017      |
| 0007+                                        | One World Trade Center                                | New York City     | USA           | 0546 m        | 094             | 2014      |
| 0008                                         | Guangzhou CTF Finance Center                          | Guangzhou         | VR China      | 0530 m        | 111             | 2016      |
| 0008                                         | Tianjin CTF Finance Center                            | Tianjin           | VR China      | 0530 m        | 097             | 2019      |
| 0010                                         | China Zun Tower                                       | Peking            | VR China      | 0528 m        | 108             | 2018      |
| 0011+                                        | Willis Tower (ehem. Sears Tower)                      | Chicago           | USA           | 0527 m        | 108             | 1974      |
| 0012                                         | Taipei 101                                            | Taipei            | Taiwan        | 0508 m        | 101             | 2004      |
| 0013                                         | Shanghai World Financial Center                       | Shanghai          | VR China      | 0494 m        | 101             | 2008      |
| 0014                                         | International Commerce Centre                         | Hongkong          | VR China      | 0484 m        | 108             | 2010      |
| 0015                                         | Wuhan Greenland Center                                | Wuhan             | VR China      | 0476 m        | 097             | 2022      |
| 0016                                         | Central Park Tower                                    | New York City     | USA           | 0472 m        | 098             | 2020      |
| 0017+                                        | Vincom Landmark 81                                    | Ho-Chi-Minh-Stadt | Vietnam       | 0470 m        | 081             | 2018      |
| 0018                                         | Lachta-Zentrum                                        | Sankt Petersburg  | Russland      | 0462 m        | 086             | 2018      |
| 0019+                                        | 875 North Michigan Avenue (ehem. John Hancock Center) | Chicago           | USA           | 0457 m        | 100             | 1969      |
| 0020                                         | Changsha IFS Tower T1                                 | Changsha          | VR China      | 0452 m        | 094             | 2018      |
| 0020                                         | Petronas Twin Tower 1                                 | Kuala Lumpur      | Malaysia      | 0452 m        | 088             | 1998      |
| 0020                                         | Petronas Twin Tower 2                                 | Kuala Lumpur      | Malaysia      | 0452 m        | 088             | 1998      |
| 0023                                         | Suzhou IFS                                            | Suzhou            | VR China      | 0450 m        | 098             | 2019      |
| 0023                                         | Zifeng Tower                                          | Nanjing           | VR China      | 0450 m        | 066             | 2010      |
| 0025                                         | The Exchange 106                                      | Kuala Lumpur      | Malaysia      | 0445 m        | 095             | 2019      |
| 0026+                                        | Empire State Building                                 | New York City     | USA           | 0443 m        | 102             | 1931      |
| 0027                                         | KK100                                                 | Shenzhen          | VR China      | 0442 m        | 100             | 2011      |
| 0028                                         | Guangzhou International Finance Center                | Guangzhou         | VR China      | 0439 m        | 103             | 2010      |
| 0029                                         | Wuhan Center Tower                                    | Wuhan             | VR China      | 0438 m        | 088             | 2019      |
| 0030                                         | 111 West 57th Street                                  | New York City     | USA           | 0435 m        | 084             | 2021      |
| 0031                                         | One Vanderbilt                                        | New York City     | USA           | 0427 m        | 059             | 2020      |
| 0031                                         | Dongguan International Trade Center 1                 | Dongguan          | VR China      | 0427 m        | 088             | 2021      |
| 0033                                         | 432 Park Avenue                                       | New York City     | USA           | 0426 m        | 085             | 2015      |
| 0034                                         | Marina 101                                            | Dubai             | VAE           | 0425 m        | 101             | 2015      |
| 0035                                         | Trump International Hotel & Tower                     | Chicago           | USA           | 0423 m        | 098             | 2009      |
| 0036                                         | Jin Mao Tower                                         | Shanghai          | VR China      | 0421 m        | 088             | 1998      |
| 0037+                                        | Princess Tower                                        | Dubai             | VAE           | 0414 m        | 101             | 2012      |
| 0038                                         | Al Hamra Tower                                        | Kuwait            | Kuwait        | 0413 m        | 080             | 2011      |
| 0039                                         | Two International Finance Centre                      | Hongkong          | VR China      | 0412 m        | 088             | 2003      |
| 0039                                         | LCT Landmark Tower                                    | Busan             | Südkorea      | 0412 m        | 101             | 2019      |
| 0041                                         | Nanning China Resources Tower                         | Nanning           | VR China      | 0403 m        | 085             | 2020      |
| 0042                                         | Guiyang International Financial Center T1             | Guiyang           | VR China      | 0401 m        | 079             | 2020      |

### Höchstgelegene nutzbare Etage (ab 400 m Höhe)
Bei dieser Messmethode wird vom am niedrigsten gelegenen Hauptzugang für Fußgänger bis zur höchstgelegenen nutzbaren Etage gemessen. Diese Liste beinhaltet alle Gebäude, die nutzbare Etagen in mindestens 400 Metern Höhe besitzen.
| Rang           | Gebäude                                | Stadt         | Staat         | Höhe                                                         | nutzbare Etagen | Bau- jahr |
| -------------- | -------------------------------------- | ------------- | ------------- | ------------------------------------------------------------ | --------------- | --------- |
| 0001           | Burj Khalifa                           | Dubai         | VAE           | 0585 m                                                       | 163             | 2010      |
| 0002           | Shanghai Tower                         | Shanghai      | VR China      | 0583 m                                                       | 128             | 2015      |
| 0003           | Ping An Finance Center                 | Shenzhen      | VR China      | 0562 m                                                       | 115             | 2017      |
| 0004           | China Zun Tower                        | Peking        | VR China      | 0514 m                                                       | 108             | 2018      |
| 0005           | Merdeka 118                            | Kuala Lumpur  | Malaysia      | 0503 m                                                       | 118             | 2023      |
| 0006           | Lotte World Tower                      | Seoul         | Südkorea      | 0498 m                                                       | 123             | 2017      |
| 0007           | Guangzhou CTF Finance Center           | Guangzhou     | VR China      | 0496 m                                                       | 111             | 2016      |
| 0008           | Makkah Royal Clock Tower               | Mekka         | Saudi-Arabien | 0494 m laut Wikipedia-Artikel: \| Höchste Etage: \| 558 m \| | 120             | 2012      |
| 0009           | Shanghai World Financial Center        | Shanghai      | VR China      | 0474 m                                                       | 101             | 2008      |
| 0010           | International Commerce Centre          | Hongkong      | VR China      | 0469 m                                                       | 108             | 2010      |
| 0011           | Central Park Tower                     | New York City | USA           | 0442 m                                                       | 098             | 2020      |
| 0012           | Tianjin CTF Finance Center             | Tianjin       | VR China      | 0439 m                                                       | 097             | 2019      |
| 0013           | Taipei 101                             | Taipei        | Taiwan        | 0438 m                                                       | 101             | 2004      |
| 0014           | Changsha IFS Tower T1                  | Changsha      | VR China      | 0437 m                                                       | 094             | 2018      |
| 0015           | KK100                                  | Shenzhen      | VR China      | 0427 m                                                       | 100             | 2011      |
| 0016           | Guangzhou International Finance Center | Guangzhou     | VR China      | 0415 m                                                       | 103             | 2010      |
| 0017           | Willis Tower (ehem. Sears Tower)       | Chicago       | USA           | 0413 m                                                       | 108             | 1974      |
| 0018           | Suzhou IFS                             | Suzhou        | VR China      | 0406 m                                                       | 098             | 2019      |
| Höchste Etage: | 558 m                                  |               |               |                                                              |                 |           |

## Höchste Wolkenkratzer nach Kontinent

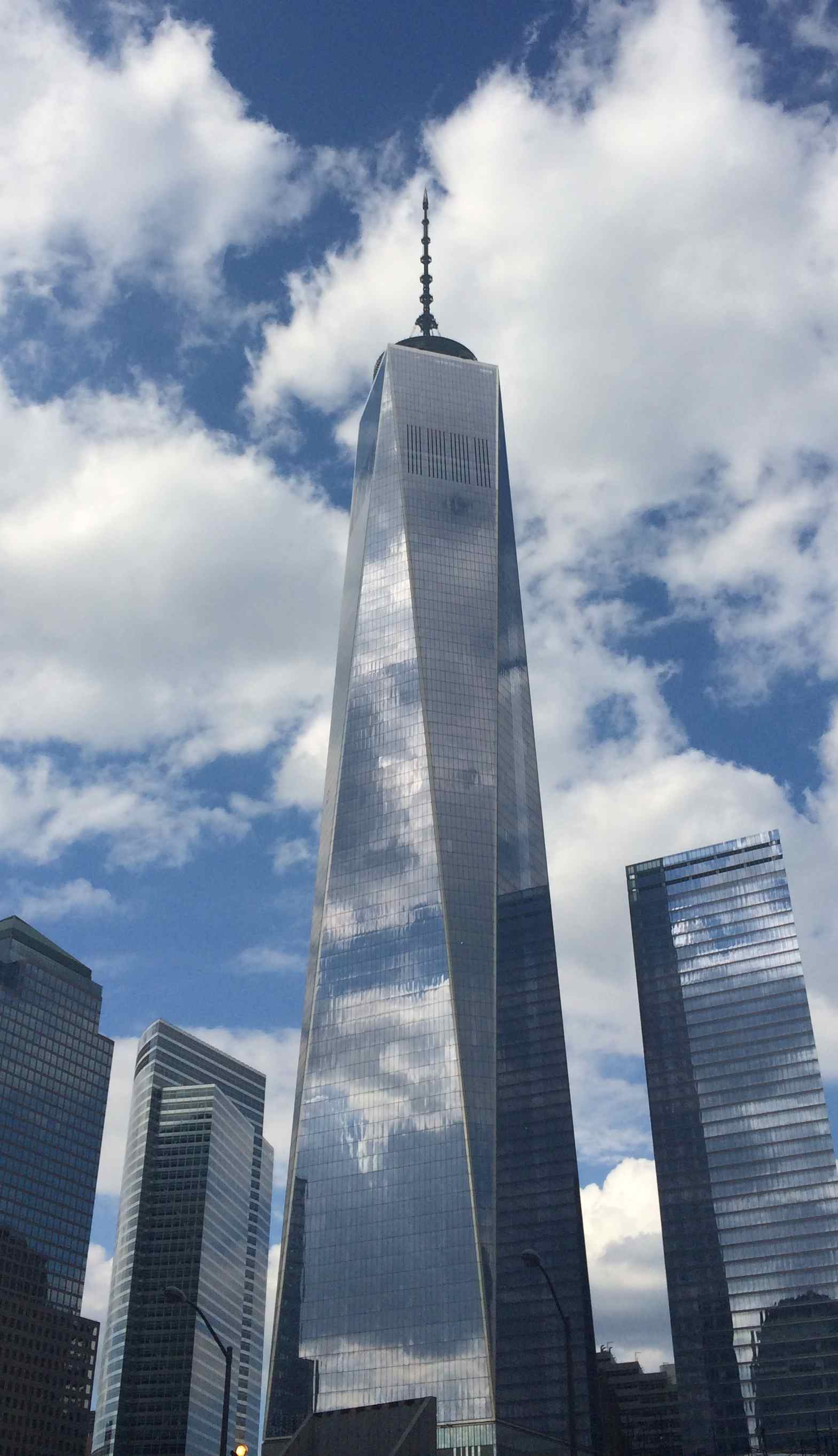
One World Trade Center, New York City, höchstes Gebäude außerhalb Asiens
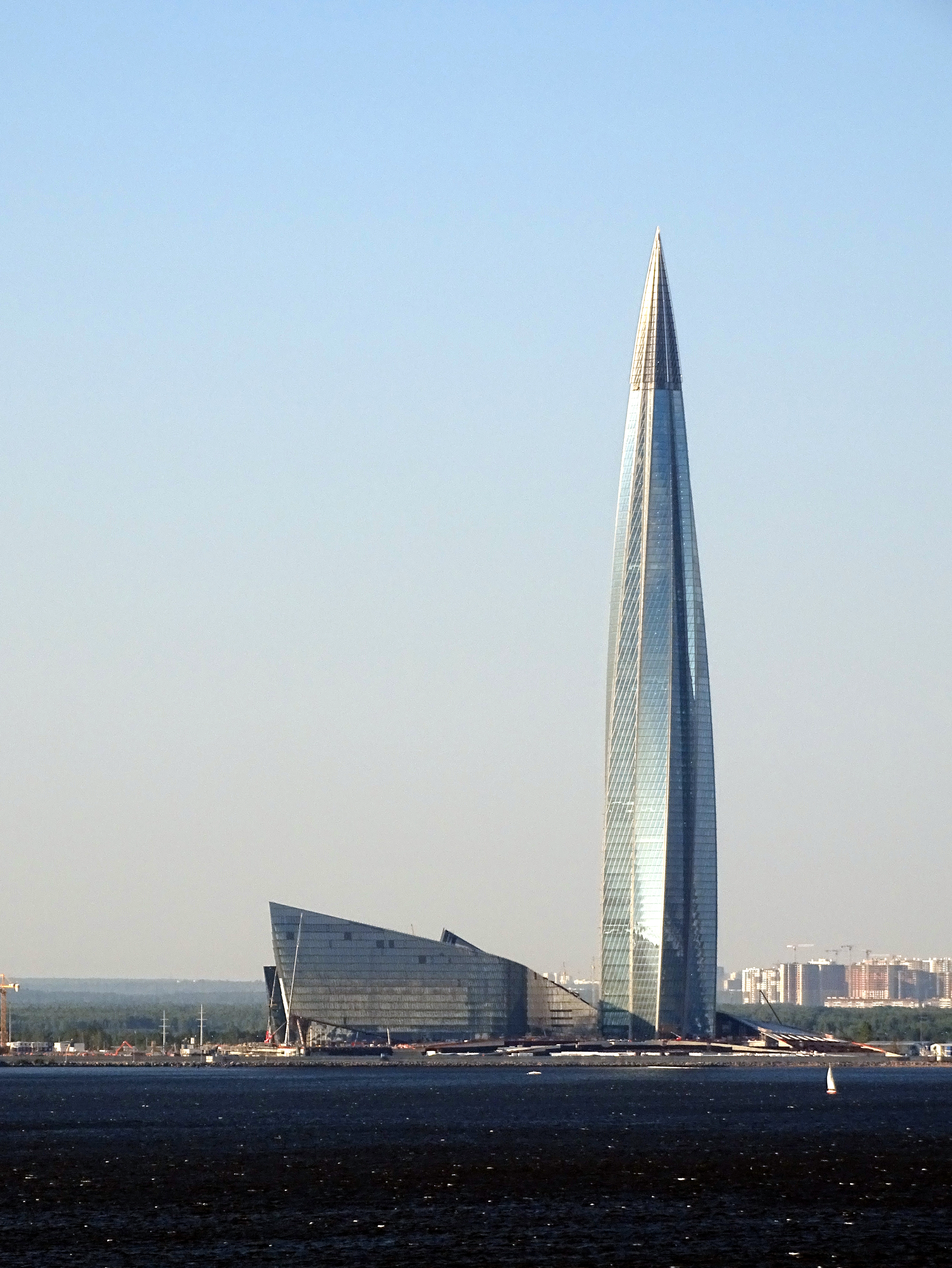
Lachta-Zentrum, Sankt Petersburg, höchstes Gebäude Europas

Die folgende Liste zeigt die höchsten Gebäude der Erde nach Kontinent mit offizieller Höhe und der Anzahl der nutzbaren Etagen (Stand Ende 2019):
| Kontinent   | Gebäude                | Höhe   | Etagen | Baujahr | Stadt             | Staat      |
| ----------- | ---------------------- | ------ | ------ | ------- | ----------------- | ---------- |
| Afrika      | Iconic Tower           | 0394 m | 00077  | 2024    | Neue Hauptstadt   | Ägypten    |
| Asien       | Burj Khalifa           | 0828 m | 00163  | 2010    | Dubai             | VAE        |
| Europa      | Lachta-Zentrum         | 0462 m | 00086  | 2019    | Sankt Petersburg  | Russland   |
| Nordamerika | One World Trade Center | 0541 m | 00094  | 2014    | New York City     | USA        |
| Südamerika  | Gran Torre Santiago    | 0300 m | 00062  | 2014    | Santiago de Chile | Chile      |
| Ozeanien    | Q1 Tower               | 0323 m | 00078  | 2005    | Gold Coast        | Australien |

## Höchste im Bau befindliche Wolkenkratzer
Diese Liste führt alle Gebäude im Bau auf, die bei Erreichen ihrer Endhöhe in die Liste der höchsten Gebäude der Welt aufgenommen werden.
(Stand September 2024)
Hinweis: Alle Gebäude sind nach der offiziellen Höhe geordnet. Diese beinhaltet Turmspitzen, da diese Teil der Gebäudearchitektur sind, jedoch keine Funkantennen. Die Anzahl der Etagen gibt die Zahl der nutzbaren Stockwerke an.
| Gebäude                                             | Stadt              | Staat                        | Höhe[m] | Etagen | geplante Fertigstellung |
| --------------------------------------------------- | ------------------ | ---------------------------- | ------- | ------ | ----------------------- |
| Jeddah Tower                                        | Dschidda           | Saudi-Arabien                | 1000    | 167    | 2028                    |
| Burj Azizi                                          | Dubai              | Vereinigte Arabische Emirate | 725     | 131    | 2028                    |
| Goldin Finance 117                                  | Tianjin            | Volksrepublik China          | 597     | 128    | 2027                    |
| Burj Binghatti Jacob & Co Residences                | Dubai              | Vereinigte Arabische Emirate | 595     | 105    | 2026                    |
| Tiger Sky Tower                                     | Dubai              | Vereinigte Arabische Emirate | 532     | 116    | 2029                    |
| Six Senses Residences                               | Dubai              | Vereinigte Arabische Emirate | 517     | 125    | 2028                    |
| Senna Tower                                         | Balneário Camboriú | Brasilien                    | 509     |        | N/V                     |
| The Line                                            | Neom               | Saudi-Arabien                | 500     |        | 2030                    |
| Greenland - China International Silk Road Center    | Xi’an              | Volksrepublik China          | 498     | 101    | N/V                     |
| Tianfu Center                                       | Chengdu            | Volksrepublik China          | 489     | 95     | 2027                    |
| Rizhao Center                                       | Rizhao             | Volksrepublik China          | 485     | 94     | 2028                    |
| North Bund Tower                                    | Shanghai           | Volksrepublik China          | 480     | 97     | 2030                    |
| Torre Rise                                          | Monterrey          | Mexiko                       | 475     | 88     | 2026                    |
| Wuhan CTF Finance Center                            | Wuhan              | Volksrepublik China          | 475     | 84     | 2029                    |
| Suzhou Zhongnan Center                              | Suzhou             | Volksrepublik China          | 460     | N/V    | 2027                    |
| International Land-Sea Center                       | Chongqing          | Volksrepublik China          | 458     | 98     | 2025                    |
| China Resources Land Center                         | Dongguan           | Volksrepublik China          | 450     | 98     | N/V                     |
| Haikou Tower 1                                      | Haikou             | Volksrepublik China          | 428     | 94     | 2027                    |
| Greenland Shandong International Financial Center   | Jinan              | Volksrepublik China          | 428     | 88     | 2025                    |
| JPMorgan Chase World Headquarters                   | New York City      | Vereinigte Staaten           | 423     | 60     | 2025                    |
| Tour F                                              | Abidjan            | Elfenbeinküste               | 421     | 75     | 2026                    |
| Nanjing Financial City Phase II Plot C Tower 1      | Nanjing            | Volksrepublik China          | 417     | 88     | 2026                    |
| Luohu Financial Innovation Plaza                    | Shenzhen           | Volksrepublik China          | 407     | 83     | 2026                    |
| Great River Center                                  | Wuhan              | Volksrepublik China          | 400     | 82     | 2025                    |
| Mukaab                                              | Riad               | Saudi-Arabien                | 400     |        | 2030                    |
| China Merchants Group West Headquarters             | Chengdu            | Volksrepublik China          | 396     | 82     | 2028                    |
| Shenzhen Bay Super Headquarters Base Tower B        | Shenzhen           | Volksrepublik China          | 394     | 81     | 2028                    |
| Shenzhen Bay Super Headquarters Base Tower C-1      | Shenzhen           | Volksrepublik China          | 394     | 78     | 2027                    |
| China Merchants Bank Global Headquarters Main Tower | Shenzhen           | Volksrepublik China          | 393     | 77     | 2025                    |
| Haiyun Plaza Tower 1                                | Rizhao             | Volksrepublik China          | 390     | 86     | 2026                    |
| Tokyo Torch                                         | Tokyo              | Japan                        | 390     | 63     | 2027                    |

## Wolkenkratzer mit Baustopp

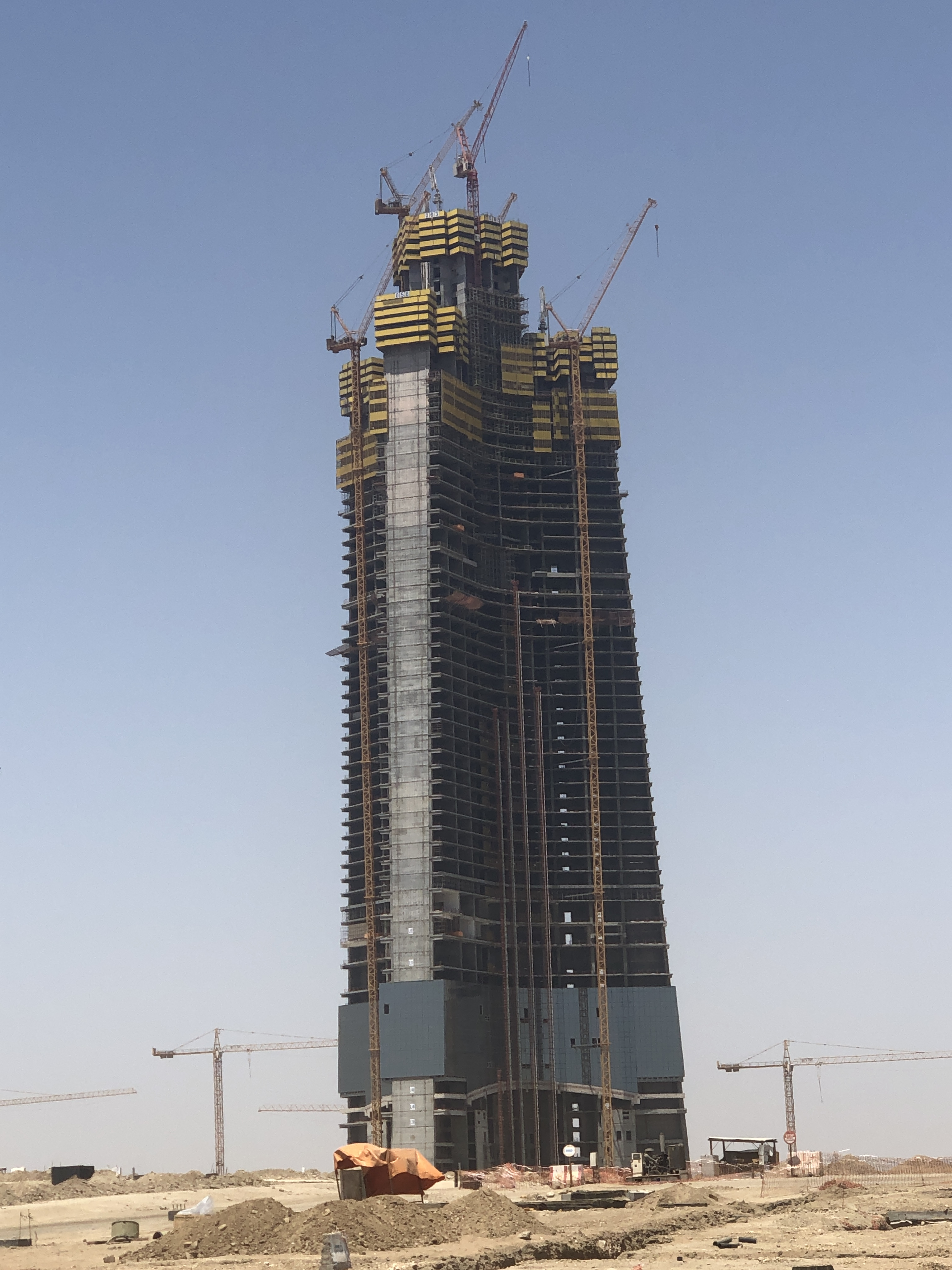
Jeddah Tower in Saudi-Arabien (Stand: Aug. 2019)
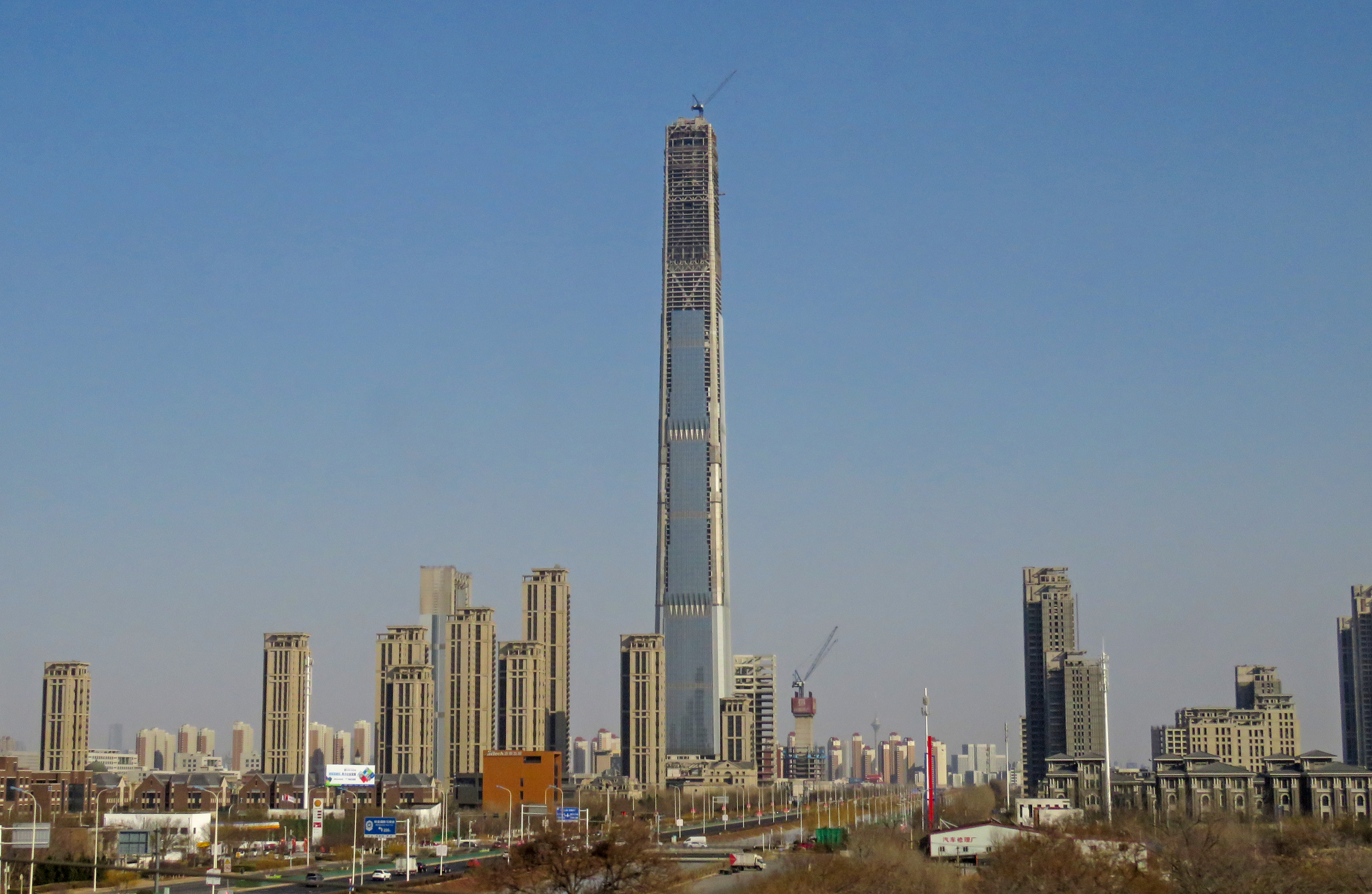
Goldin Finance 117, Tianjin

Diese Liste führt alle Wolkenkratzer mit Baustopp und einer geplanten Höhe ab 350 Metern an (Stand per Ende 2019).
Hinweis: Alle Gebäude sind nach der offiziellen Höhe geordnet. Diese beinhaltet Turmspitzen, da diese Teil der Gebäudearchitektur sind, jedoch keine Funkantennen. Die Anzahl der Etagen gibt die Zahl der nutzbaren Stockwerke an.
| Gebäude                                 | Stadt        | Staat      | Höhe   | Etagen | geplante Fertigstellung |
| --------------------------------------- | ------------ | ---------- | ------ | ------ | ----------------------- |
| Evergrande Hefei Center T1              | Hefei        | VR China   | 0518 m | 112    | 2025                    |
| Dalian Greenland Center                 | Dalian       | VR China   | 0518 m | 088    | 00?                     |
| Pentominium Tower                       | Dubai        | VAE        | 0516 m | 122    | 00?                     |
| R&F Guangdong Building                  | Tianjin      | VR China   | 0468 m | 091    | 00                      |
| Chengdu Greenland Center                | Chengdu      | VR China   | 0468 m | 101    | Weiterbau angekündigt   |
| Global Financial Centre                 | Shenyang     | VR China   | 0453 m | 00?    | 00?                     |
| Marina 106                              | Dubai        | VAE        | 0445 m | 104    | 00?                     |
| Dubai Towers Doha                       | Doha         | Katar      | 0437 m | 091    | 00?                     |
| Akhmat Tower                            | Grosny       | Russland   | 0435 m | 102    | 00?                     |
| Chongqing Tall Tower                    | Chongqing    | VR China   | 0431 m | 101    | 00?                     |
| Haikou Tower 1                          | Haikou       | VR China   | 0428 m | 094    | 00?                     |
| Dongfeng Plaza Landmark Tower           | Kunming      | VR China   | 0407 m | 100    | 00?                     |
| One Tower                               | Moskau       | Russland   | 0405 m | 108    | 2024                    |
| La Maison by HDS                        | Dubai        | VAE        | 0387 m | 105    | 00?                     |
| Forum 66 Tower 2                        | Shenyang     | VR China   | 0384 m | 076    | 00?                     |
| Busan Lotte Town Tower                  | Busan        | Südkorea   | 0380 m | 00?    | 00?                     |
| The Square Capital Tower                | Kuwait       | Kuwait     | 0376 m | 070    | 00?                     |
| Fairmont Kuala Lumpur 1                 | Kuala Lumpur | Malaysia   | 0370 m | 078    | 00?                     |
| VietinBank Business Center Tower 1      | Hanoi        | Vietnam    | 0363 m | 068    | 00?                     |
| Sino Steel International Plaza T2       | Tianjin      | VR China   | 0358 m | 083    | 00?                     |
| Icon Tower 1                            | Jakarta      | Indonesien | 0350 m | 076    | 00?                     |
| Agricultural Development Center Tower 1 | Harbin       | VR China   | 0350 m | 00?    | 00?                     |